# جائزة كندا الكبرى 2000
جائزة كندا الكبرى 2000 (بالإنجليزية: 2000 Canadian Grand Prix)‏ هو سباق فورمولا 1 أقيم بتاريخ 18 يونيو 2000 في حلبة جيل فيلنوف، مونتريال، كندا. كان الثامن من أصل 17 في بطولة العالم لسباقات الفورمولا واحد موسم 2000. حلّ الألماني مايكل شوماخر أولا بينما جاء البرازيلي روبنز باركيلو في المركز الثاني وحصل على المركز الثالث الإيطالي جانكارلو فيزيكيلا.